# Intelsat 35e
Intelsat 35e je telekomunikační družice mezinárodní společnosti Intelsat a vyrobená firmou Boeing Satellite Systems. Její pracovní pozice je nad 34,5. stupněm západní délky na geostacionární oběžné dráze Země a poskytuje telekomunikační služby pro Ameriku, Evropu a Subsaharskou Afriku. Využívá kombinaci pásem C a Ku.
Intelsat 35e byl uveden na přechodovou dráhu ke geostacionární dráze pomocí nosné rakety Falcon 9 v1.2 společnosti SpaceX, sídlem v kalifornském Hawthornu. Satelit byl příliš těžký na to, aby se první stupeň pokusil o přistání, takže Falcon 9 letěl v konfiguraci bez roštových kormidel a přistávacích nohou.
Satelit byl navrhnut a vyroben společností Boeing a je postavený na platformě Boeing 702MP. Při startu vážil více než 6 tun a životnost je plánována na více než 15 let.
Napájen je dvěma křídly solárních panelů. Platforma 702MP může poskytovat energii mezi 6 a 12 kW.